# Лугі (Згерський повіт)
Лугі (пол. Ługi) — село в Польщі, у гміні Стрикув Згерського повіту Лодзинського воєводства.
Населення — 527 осіб (2011).

## Демографія
Демографічна структура станом на 31 березня 2011 року:
|          | Загалом | Допрацездатний вік | Працездатний вік | Постпрацездатний вік |
| -------- | ------- | ------------------ | ---------------- | -------------------- |
| Чоловіки | 262     | 76                 | 169              | 17                   |
| Жінки    | 265     | 47                 | 166              | 52                   |
| Разом    | 527     | 123                | 335              | 69                   |